# Indian Wells Masters
Indian Wells Masters hay còn gọi là BNP Paribas Masters (được đặt tên theo nhà tài trợ là BNP Paribas) là giải quần vợt thường niên được tổ chức tại Trung tâm Tennis Garden ở Indian Wells, California (Hoa Kỳ), do vậy mà được gọi ngắn gọn là giải Indian Wells. Trung tâm Tennis Garden là một tổ hợp gồm 20 sân thi đấu, trong đó sân trung tâm (lớn thứ hai thế giới) với trên 16.000 chỗ ngồi. Đặc biệt, nó nằm trên sa mạc mà xung quanh là những đống nham thạch - sản phẩm của những trận núi lửa tuôn trào từ rất lâu.
Hiện nay, giải đấu là sự kiện quần vợt nằm trong hệ thống ATP Masters 1000 (ATP) và WTA 1000 (WTA).

## Danh sách các nhà vô địch

### Đơn nam
Dưới đây là danh sách nhà vô địch đơn nam từ năm 1974.
| Năm                       | Vô địch                              | Tỷ số                                | Á quân                               |
| ------------------------- | ------------------------------------ | ------------------------------------ | ------------------------------------ |
| 1974                      | John Newcombe (1/1)                  | 6–3, 7–6                             | Arthur Ashe                          |
| 1975                      | John Alexander (1/1)                 | 7–5, 6–2                             | Ilie Năstase                         |
| 1976                      | Jimmy Connors (1/3)                  | 6–4, 6–4                             | Roscoe Tanner                        |
| ↓ Grand Prix circuit ↓    |                                      |                                      |                                      |
| 1977                      | Brian Gottfried (1/1)                | 2–6, 6–1, 6–3                        | Guillermo Vilas                      |
| 1978                      | Roscoe Tanner (1/2)                  | 6–1, 7–6(7–5)                        | Raúl Ramírez                         |
| 1979                      | Roscoe Tanner (2/2)                  | 6–4, 6–2                             | Brian Gottfried                      |
| 1980                      | Trận chung kết bị hủy do trời mưa    | Trận chung kết bị hủy do trời mưa    | Trận chung kết bị hủy do trời mưa    |
| 1981                      | Jimmy Connors (2/3)                  | 6–3, 7–6(7–5)                        | Ivan Lendl                           |
| 1982                      | Yannick Noah (1/1)                   | 3–6, 6–2, 7–5                        | Ivan Lendl                           |
| 1983                      | José Higueras (1/1)                  | 6–4, 6–2                             | Eliot Teltscher                      |
| 1984                      | Jimmy Connors (3/3)                  | 6–2, 6–7(7–9), 6–3                   | Yannick Noah                         |
| 1985                      | Larry Stefanki (1/1)                 | 6–1, 6–4, 3–6, 6–3                   | David Pate                           |
| 1986                      | Joakim Nyström (1/1)                 | 6–1, 6–3, 6–2                        | Yannick Noah                         |
| 1987                      | Boris Becker (1/2)                   | 6–4, 6–4, 7–5                        | Stefan Edberg                        |
| 1988                      | Boris Becker (2/2)                   | 7–5, 6–4, 2–6, 6–4                   | Emilio Sánchez                       |
| 1989                      | Miloslav Mečíř (1/1)                 | 3–6, 2–6, 6–1, 6–2, 6–3              | Yannick Noah                         |
| ↓ ATP Tour Masters 1000 ↓ |                                      |                                      |                                      |
| 1990                      | Stefan Edberg (1/1)                  | 6–4, 5–7, 7–6(7–1), 7–6(8–6)         | Andre Agassi                         |
| 1991                      | Jim Courier (1/2)                    | 4–6, 6–3, 4–6, 6–3, 7–6(7–4)         | Guy Forget                           |
| 1992                      | Michael Chang (1/3)                  | 6–3, 6–4, 7–5                        | Andrei Chesnokov                     |
| 1993                      | Jim Courier (2/2)                    | 6–3, 6–3, 6–1                        | Wayne Ferreira                       |
| 1994                      | Pete Sampras (1/2)                   | 4–6, 6–3, 3–6, 6–3, 6–2              | Petr Korda                           |
| 1995                      | Pete Sampras (2/2)                   | 7–5, 6–3, 7–5                        | Andre Agassi                         |
| 1996                      | Michael Chang (2/3)                  | 7–5, 6–1, 6–1                        | Paul Haarhuis                        |
| 1997                      | Michael Chang (3/3)                  | 4–6, 6–3, 6–4, 6–3                   | Bohdan Ulihrach                      |
| 1998                      | Marcelo Ríos (1/1)                   | 6–3, 6–7(15–17), 7–6(7–4), 6–4       | Greg Rusedski                        |
| 1999                      | Mark Philippoussis (1/1)             | 5–7, 6–4, 6–4, 4–6, 6–2              | Carlos Moyá                          |
| 2000                      | Àlex Corretja (1/1)                  | 6–4, 6–4, 6–3                        | Thomas Enqvist                       |
| 2001                      | Andre Agassi (1/1)                   | 7–6(7–5), 7–5, 6–1                   | Pete Sampras                         |
| 2002                      | Lleyton Hewitt (1/2)                 | 6–1, 6–2                             | Tim Henman                           |
| 2003                      | Lleyton Hewitt (2/2)                 | 6–1, 6–1                             | Gustavo Kuerten                      |
| 2004                      | Roger Federer (1/5)                  | 6–3, 6–3                             | Tim Henman                           |
| 2005                      | Roger Federer (2/5)                  | 6–2, 6–4, 6–4                        | Lleyton Hewitt                       |
| 2006                      | Roger Federer (3/5)                  | 7–5, 6–3, 6–0                        | James Blake                          |
| 2007                      | Rafael Nadal (1/3)                   | 6–2, 7–5                             | Novak Djokovic                       |
| 2008                      | Novak Djokovic (1/5)                 | 6–2, 5–7, 6–3                        | Mardy Fish                           |
| 2009                      | Rafael Nadal (2/3)                   | 6–1, 6–2                             | Andy Murray                          |
| 2010                      | Ivan Ljubičić (1/1)                  | 7–6(7–3), 7–6(7–5)                   | Andy Roddick                         |
| 2011                      | Novak Djokovic (2/5)                 | 4–6, 6–3, 6–2                        | Rafael Nadal                         |
| 2012                      | Roger Federer (4/5)                  | 7–6(9–7), 6–3                        | John Isner                           |
| 2013                      | Rafael Nadal (3/3)                   | 4–6, 6–3, 6–4                        | Juan Martín del Potro                |
| 2014                      | Novak Djokovic (3/5)                 | 3–6, 6–3, 7–6(7–3)                   | Roger Federer                        |
| 2015                      | Novak Djokovic (4/5)                 | 6–3, 6–7(5–7), 6–2                   | Roger Federer                        |
| 2016                      | Novak Djokovic (5/5)                 | 6–2, 6–0                             | Milos Raonic                         |
| 2017                      | Roger Federer (5/5)                  | 6–4, 7–5                             | Stan Wawrinka                        |
| 2018                      | Juan Martín del Potro (1/1)          | 6–4, 6–7(8–10), 7–6(7–2)             | Roger Federer                        |
| 2019                      | Dominic Thiem (1/1)                  | 3–6, 6–3, 7–5                        | Roger Federer                        |
| 2020                      | Không tổ chức (do Đại dịch COVID-19) | Không tổ chức (do Đại dịch COVID-19) | Không tổ chức (do Đại dịch COVID-19) |
| 2021                      | Cameron Norrie (1/1)                 | 3–6, 6–4, 6–1                        | Nikoloz Basilashvili                 |
| 2022                      | Taylor Fritz (1/1)                   | 6–3, 7–6(7–5)                        | Rafael Nadal                         |
| 2023                      | Carlos Alcaraz (1/2)                 | 6–3, 6–2                             | Daniil Medvedev                      |
| 2024                      | Carlos Alcaraz (2/2)                 | 7–6(7–5), 6–1                        | Daniil Medvedev                      |
| 2025                      | Jack Draper (1/1)                    | 6–2, 6–2                             | Holger Rune                          |

### Đơn nữ
| Năm  | Vô địch                              | Tỷ số                                | Á quân                               |
| ---- | ------------------------------------ | ------------------------------------ | ------------------------------------ |
| 1989 | Manuela Maleeva (1/1)                | 6–4, 6–1                             | Jenny Byrne                          |
| 1990 | Martina Navratilova (1/2)            | 6–2, 5–7, 6–1                        | Helena Suková                        |
| 1991 | Martina Navratilova (2/2)            | 6–2, 7–6(8–6)                        | Monica Seles                         |
| 1992 | Monica Seles (1/1)                   | 6–3, 6–1                             | Conchita Martínez                    |
| 1993 | Mary Joe Fernández (1/2)             | 3–6, 6–1, 7–6(8–6)                   | Amanda Coetzer                       |
| 1994 | Steffi Graf (1/2)                    | 6–0, 6–4                             | Amanda Coetzer                       |
| 1995 | Mary Joe Fernández (2/2)             | 6–4, 6–3                             | Natasha Zvereva                      |
| 1996 | Steffi Graf (2/2)                    | 7–6(7–5), 7–6(7–5)                   | Conchita Martínez                    |
| 1997 | Lindsay Davenport (1/2)              | 6–2, 6–1                             | Irina Spîrlea                        |
| 1998 | Martina Hingis (1/1)                 | 6–3, 6–4                             | Lindsay Davenport                    |
| 1999 | Serena Williams (1/2)                | 6–3, 3–6, 7–5                        | Steffi Graf                          |
| 2000 | Lindsay Davenport (2/2)              | 4–6, 6–4, 6–0                        | Martina Hingis                       |
| 2001 | Serena Williams (2/2)                | 4–6, 6–4, 6–2                        | Kim Clijsters                        |
| 2002 | Daniela Hantuchová (1/2)             | 6–3, 6–4                             | Martina Hingis                       |
| 2003 | Kim Clijsters (1/2)                  | 6–4, 7–5                             | Lindsay Davenport                    |
| 2004 | Justine Henin (1/1)                  | 6–1, 6–4                             | Lindsay Davenport                    |
| 2005 | Kim Clijsters (2/2)                  | 6–4, 4–6, 6–2                        | Lindsay Davenport                    |
| 2006 | Maria Sharapova (1/2)                | 6–1, 6–2                             | Elena Dementieva                     |
| 2007 | Daniela Hantuchová (2/2)             | 6–3, 6–4                             | Svetlana Kuznetsova                  |
| 2008 | Ana Ivanovic (1/1)                   | 6–4, 6–3                             | Svetlana Kuznetsova                  |
| 2009 | Vera Zvonareva (1/1)                 | 7–6(7–5), 6–2                        | Ana Ivanovic                         |
| 2010 | Jelena Janković (1/1)                | 6–2, 6–4                             | Caroline Wozniacki                   |
| 2011 | Caroline Wozniacki (1/1)             | 6–1, 2–6, 6–3                        | Marion Bartoli                       |
| 2012 | Victoria Azarenka (1/2)              | 6–2, 6–3                             | Maria Sharapova                      |
| 2013 | Maria Sharapova (2/2)                | 6–2, 6–2                             | Caroline Wozniacki                   |
| 2014 | Flavia Pennetta (1/1)                | 6–2, 6–1                             | Agnieszka Radwańska                  |
| 2015 | Simona Halep (1/1)                   | 2–6, 7–5, 6–4                        | Jelena Janković                      |
| 2016 | Victoria Azarenka (2/2)              | 6–4, 6–4                             | Serena Williams                      |
| 2017 | Elena Vesnina (1/1)                  | 6–7(6–8), 7–5, 6–4                   | Svetlana Kuznetsova                  |
| 2018 | Naomi Osaka (1/1)                    | 6–3, 6–2                             | Daria Kasatkina                      |
| 2019 | Bianca Andreescu (1/1)               | 6–4, 3–6, 6–4                        | Angelique Kerber                     |
| 2020 | Không tổ chức (do Đại dịch COVID-19) | Không tổ chức (do Đại dịch COVID-19) | Không tổ chức (do Đại dịch COVID-19) |
| 2021 | Paula Badosa (1/1)                   | 7–6(7–5), 2–6, 7–6(7–2)              | Victoria Azarenka                    |
| 2022 | Iga Świątek (1/2)                    | 6–4, 6–1                             | Maria Sakkari                        |
| 2023 | Elena Rybakina (1/1)                 | 7–6(13–11), 6–4                      | Aryna Sabalenka                      |
| 2024 | Iga Świątek (2/2)                    | 6–4, 6–0                             | Maria Sakkari                        |
| 2025 | Mirra Andreeva (1/1)                 | 2–6, 6–4, 6–3                        | Aryna Sabalenka                      |

### Đôi nam
| Year                      | Champions                                 | Score                                | Runners-up                               |
| ------------------------- | ----------------------------------------- | ------------------------------------ | ---------------------------------------- |
| 1974                      | Charlie Pasarell Sherwood Stewart         | 6–4, 6–4                             | Tom Edlefsen Manuel Orantes              |
| 1975                      | William Brown Raúl Ramírez                | 2–6, 7–6, 6–4                        | Raymond Moore Dennis Ralston             |
| 1976                      | Colin Dibley Sandy Mayer                  | 6–4, 6–7, 7–6                        | Raymond Moore Erik van Dillen            |
| ↓ Grand Prix circuit ↓    |                                           |                                      |                                          |
| 1977                      | Bob Hewitt Frew McMillan                  | 7–6, 7–6                             | Marty Riessen Roscoe Tanner              |
| 1978                      | Raymond Moore Roscoe Tanner               | 6–4, 6–4                             | Bob Hewitt Frew McMillan                 |
| 1979                      | Gene Mayer Sandy Mayer (2)                | 6–4, 7–6                             | Cliff Drysdale Bruce Manson              |
| 1980                      | Trận chung kết bị hủy do trời mưa         | Trận chung kết bị hủy do trời mưa    | Trận chung kết bị hủy do trời mưa        |
| 1981                      | Bruce Manson Brian Teacher                | 7–6, 6–2                             | Terry Moor Eliot Teltscher               |
| 1982                      | Brian Gottfried Raúl Ramírez (2)          | 6–4, 3–6, 6–2                        | John Lloyd Dick Stockton                 |
| 1983                      | Brian Gottfried (2) Raúl Ramírez (3)      | 6–3, 6–3                             | Tian Viljoen Danie Visser                |
| 1984                      | Bernard Mitton Butch Walts                | 5–7, 6–3, 6–2                        | Scott Davis Ferdi Taygan                 |
| 1985                      | Heinz Günthardt Balázs Taróczy            | 3–6, 7–6, 6–3                        | Ken Flach Robert Seguso                  |
| 1986                      | Peter Fleming Guy Forget                  | 6–4, 6–3                             | Yannick Noah Sherwood Stewart            |
| 1987                      | Guy Forget (2) Yannick Noah               | 6–4, 7–6                             | Boris Becker Eric Jelen                  |
| 1988                      | Boris Becker Guy Forget (3)               | 6–4, 6–4                             | Jorge Lozano Todd Witsken                |
| 1989                      | Boris Becker (2) Jakob Hlasek             | 7–6, 7–5                             | Kevin Curren David Pate                  |
| ↓ ATP Tour Masters 1000 ↓ |                                           |                                      |                                          |
| 1990                      | Boris Becker (3) Guy Forget (4)           | 4–6, 6–4, 6–3                        | Jim Grabb Patrick McEnroe                |
| 1991                      | Jim Courier Javier Sánchez                | 7–6, 3–6, 6–3                        | Guy Forget Henri Leconte                 |
| 1992                      | Steve DeVries David Macpherson            | 4–6, 6–3, 6–3                        | Kent Kinnear Sven Salumaa                |
| 1993                      | Guy Forget (5) Henri Leconte              | 6–4, 7–5                             | Luke Jensen Scott Melville               |
| 1994                      | Grant Connell Patrick Galbraith           | 7–5, 6–3                             | Byron Black Jonathan Stark               |
| 1995                      | Tommy Ho Brett Steven                     | 6–4, 7–6                             | Gary Muller Piet Norval                  |
| 1996                      | Todd Woodbridge Mark Woodforde            | 1–6, 6–2, 6–2                        | Brian MacPhie Michael Tebbutt            |
| 1997                      | Mark Knowles Daniel Nestor                | 7–6, 4–6, 7–5                        | Mark Philippoussis Patrick Rafter        |
| 1998                      | Jonas Björkman Patrick Rafter             | 6–4, 7–6                             | Todd Martin Richey Reneberg              |
| 1999                      | Wayne Black Sandon Stolle                 | 7–6(7–4), 6–3                        | Ellis Ferreira Rick Leach                |
| 2000                      | Alex O'Brien Jared Palmer                 | 6–4, 7–6(7–5)                        | Paul Haarhuis Sandon Stolle              |
| 2001                      | Wayne Ferreira Yevgeny Kafelnikov         | 6–2, 7–5                             | Jonas Björkman Todd Woodbridge           |
| 2002                      | Mark Knowles (2) Daniel Nestor (2)        | 6–4, 6–4                             | Roger Federer Max Mirnyi                 |
| 2003                      | Wayne Ferreira (2) Yevgeny Kafelnikov (2) | 3–6, 7–5, 6–4                        | Bob Bryan Mike Bryan                     |
| 2004                      | Arnaud Clément Sébastien Grosjean         | 6–3, 4–6, 7–5                        | Wayne Black Kevin Ullyett                |
| 2005                      | Mark Knowles (3) Daniel Nestor (3)        | 7–6(8–6), 7–6(7–2)                   | Wayne Arthurs Paul Hanley                |
| 2006                      | Mark Knowles (4) Daniel Nestor (4)        | 6–4, 6–4                             | Bob Bryan Mike Bryan                     |
| 2007                      | Martin Damm Leander Paes                  | 6–4, 6–4                             | Jonathan Erlich Andy Ram                 |
| 2008                      | Jonathan Erlich Andy Ram                  | 6–4, 6–4                             | Daniel Nestor Nenad Zimonjić             |
| 2009                      | Mardy Fish Andy Roddick                   | 3–6, 6–1, [14–12]                    | Max Mirnyi Andy Ram                      |
| 2010                      | Marc López Rafael Nadal                   | 7–6(10–8), 6–3                       | Daniel Nestor Nenad Zimonjić             |
| 2011                      | Alexandr Dolgopolov Xavier Malisse        | 6–4, 6–7(5–7), [10–7]                | Roger Federer Stanislas Wawrinka         |
| 2012                      | Marc López (2) Rafael Nadal (2)           | 6–2, 7–6(7–3)                        | John Isner Sam Querrey                   |
| 2013                      | Bob Bryan Mike Bryan                      | 6–3, 3–6, [10–6]                     | Treat Conrad Huey Jerzy Janowicz         |
| 2014                      | Bob Bryan (2) Mike Bryan (2)              | 6–4, 6–3                             | Alexander Peya Bruno Soares              |
| 2015                      | Vasek Pospisil Jack Sock                  | 6–4, 6–7(3–7), [10–7]                | Simone Bolelli Fabio Fognini             |
| 2016                      | Pierre-Hugues Herbert Nicolas Mahut       | 6–3, 7–6(7–5)                        | Vasek Pospisil Jack Sock                 |
| 2017                      | Raven Klaasen Rajeev Ram                  | 6–7(1–7), 6–4, [10–8]                | Łukasz Kubot Marcelo Melo                |
| 2018                      | John Isner Jack Sock (2)                  | 7–6(7–4), 7–6(7–2)                   | Bob Bryan Mike Bryan                     |
| 2019                      | Nikola Mektić Horacio Zeballos            | 4–6, 6–4, [10–3]                     | Łukasz Kubot Marcelo Melo                |
| 2020                      | Không tổ chức (do Đại dịch COVID-19)      | Không tổ chức (do Đại dịch COVID-19) | Không tổ chức (do Đại dịch COVID-19)     |
| 2021                      | John Peers Filip Polášek                  | 6–3, 7–6(7–5)                        | Aslan Karatsev Andrey Rublev             |
| 2022                      | John Isner (2) Jack Sock (3)              | 7–6(7–4), 6–3                        | Santiago González Édouard Roger-Vasselin |
| 2023                      | Rohan Bopanna Matthew Ebden               | 6–3, 2–6, [10–8]                     | Wesley Koolhof Neal Skupski              |
| 2024                      | Wesley Koolhof Nikola Mektić (2)          | 7–6(7–2), 7–6(7–4)                   | Marcel Granollers Horacio Zeballos       |
| 2025                      | Mate Pavić Marcelo Arévalo                | 6–3, 6–4                             | Jordan Thompson Sebastian Korda          |

### Đôi nữ
| Năm  | Vô địch                                     | Tỷ số                                | Á quân                                    |
| ---- | ------------------------------------------- | ------------------------------------ | ----------------------------------------- |
| 1989 | Hana Mandlíková Pam Shriver                 | 6–3, 6–7(4–7), 6–3                   | Rosalyn Fairbank Gretchen Rush-Magers     |
| 1990 | Jana Novotná Helena Suková                  | 6–2, 7–6(8–6)                        | Gigi Fernández Martina Navratilova        |
| 1991 | Trận chung kết bị hủy do trời mưa           | Trận chung kết bị hủy do trời mưa    | Trận chung kết bị hủy do trời mưa         |
| 1992 | Claudia Kohde-Kilsch Stephanie Rehe         | 6–3, 6–3                             | Jill Hetherington Kathy Rinaldi           |
| 1993 | Rennae Stubbs Helena Suková (2)             | 6–3, 6–4                             | Ann Grossman Patricia Hy                  |
| 1994 | Lindsay Davenport Lisa Raymond              | 6–2, 6–4                             | Manon Bollegraf Helena Suková             |
| 1995 | Lindsay Davenport (2) Lisa Raymond (2)      | 2–6, 6–4, 6–3                        | Larisa Savchenko Neiland Arantxa Sánchez  |
| 1996 | Chanda Rubin Brenda Schultz-McCarthy        | 6–1, 6–4                             | Julie Halard Nathalie Tauziat             |
| 1997 | Lindsay Davenport (3) Natasha Zvereva       | 6–3, 6–2                             | Lisa Raymond Nathalie Tauziat             |
| 1998 | Lindsay Davenport (4) Natasha Zvereva (2)   | 6–4, 2–6, 6–4                        | Alexandra Fusai Nathalie Tauziat          |
| 1999 | Martina Hingis Anna Kournikova              | 6–2, 6–2                             | Mary Joe Fernández Jana Novotná           |
| 2000 | Lindsay Davenport (5) Corina Morariu        | 6–2, 6–3                             | Anna Kournikova Natasha Zvereva           |
| 2001 | Nicole Arendt Ai Sugiyama                   | 6–4, 6–4                             | Virginia Ruano Paola Suárez               |
| 2002 | Lisa Raymond (3) Rennae Stubbs (2)          | 7–5, 6–0                             | Elena Dementieva Janette Husárová         |
| 2003 | Lindsay Davenport (6) Lisa Raymond (4)      | 3–6, 6–4, 6–1                        | Kim Clijsters Ai Sugiyama                 |
| 2004 | Virginia Ruano Pascual Paola Suárez         | 6–1, 6–2                             | Svetlana Kuznetsova Elena Likhovtseva     |
| 2005 | Virginia Ruano Pascual (2) Paola Suárez (2) | 7–6(7–3), 6–1                        | Nadia Petrova Meghann Shaughnessy         |
| 2006 | Lisa Raymond (5) Samantha Stosur            | 6–2, 7–5                             | Virginia Ruano Meghann Shaughnessy        |
| 2007 | Lisa Raymond (6) Samantha Stosur (2)        | 6–3, 7–5                             | Chan Yung-jan Chuang Chia-jung            |
| 2008 | Dinara Safina Elena Vesnina                 | 6–1, 1–6, [10–8]                     | Yan Zi Zheng Jie                          |
| 2009 | Victoria Azarenka Vera Zvonareva            | 6–4, 3–6, [10–5]                     | Gisela Dulko Shahar Pe'er                 |
| 2010 | Květa Peschke Katarina Srebotnik            | 6–4, 2–6, [10–5]                     | Nadia Petrova Samantha Stosur             |
| 2011 | Sania Mirza Elena Vesnina (2)               | 6–0, 7–5                             | Bethanie Mattek-Sands Meghann Shaughnessy |
| 2012 | Liezel Huber Lisa Raymond (7)               | 6–2, 6–3                             | Sania Mirza Elena Vesnina                 |
| 2013 | Ekaterina Makarova Elena Vesnina (3)        | 6–0, 5–7, [10–6]                     | Nadia Petrova Katarina Srebotnik          |
| 2014 | Hsieh Su-wei Peng Shuai                     | 7–6(7–5), 6–2                        | Cara Black Sania Mirza                    |
| 2015 | Martina Hingis (2) Sania Mirza (2)          | 6–3, 6–4                             | Ekaterina Makarova Elena Vesnina          |
| 2016 | Bethanie Mattek-Sands CoCo Vandeweghe       | 4–6, 6–4, [10–6]                     | Julia Görges Karolína Plíšková            |
| 2017 | Chan Yung-jan Martina Hingis (3)            | 7–6(7–4), 6–2                        | Lucie Hradecká Kateřina Siniaková         |
| 2018 | Hsieh Su-wei (2) Barbora Strýcová           | 6–4, 6–4                             | Ekaterina Makarova Elena Vesnina          |
| 2019 | Elise Mertens Aryna Sabalenka               | 6–3, 6–2                             | Barbora Krejčíková Kateřina Siniaková     |
| 2020 | Không tổ chức (do Đại dịch COVID-19)        | Không tổ chức (do Đại dịch COVID-19) | Không tổ chức (do Đại dịch COVID-19)      |
| 2021 | Hsieh Su-wei (3) Elise Mertens (2)          | 7–6(7–1), 6–3                        | Veronika Kudermetova Elena Rybakina       |
| 2022 | Xu Yifan Yang Zhaoxuan                      | 7–5, 7–6(7–4)                        | Asia Muhammad Ena Shibahara               |
| 2023 | Barbora Krejčíková Kateřina Siniaková       | 6–1, 6–7(3–7), [10–7]                | Beatriz Haddad Maia Laura Siegemund       |
| 2024 | Hsieh Su-wei (4) Elise Mertens (3)          | 6–3, 6–4                             | Storm Hunter Kateřina Siniaková           |
| 2025 | Asia Muhammad Demi Schuurs                  | 6–2, 7–6(7–4)                        | Tereza Mihalíková Olivia Nicholls         |